# Pinny Grylls
Pinny Grylls és un documentalista britànic. És coneguda per codirigir Grand Theft Hamlet, un documental de 2024 rodat exclusivament dins d'un videojoc, amb Sam Crane. La pel·lícula va guanyar el Premi del Jurat al Millor Documental al SXSW Film Festival 2024.

## Carrera
L'any 2002, Grylls i Rachel Millward van cofundar el Festival de Cinema Birds Eye View Film. BEV va mostrar pel·lícules de dones cineastes emergents d'arreu del món i es va convertir en el primer gran festival de cinema del Regne Unit per a cineastes.
Grylls va dirigir el curtmetratge documental Peter and Ben, guanyador de diversos premis el 2007. Es va projectar al London International Film Festival i l’IDFA on va ser nominat al prestigiós Silver Cub Award. Va guanyar el Premi al Millor Documental a l'Aspen Shorts Fest 2008 i 3 premis al 5è Festival de Curtmetratges de Londres: el FourDocs Award al Millor Documental, el VX Auteur Award i "Highly Commended" al Premi a la Millor Pel·lícula. També va guanyar el Gran Premi del Jurat SXSouthWest Click el 2008. També es va projectar a la Competició Internacional del Festival del Curtmetratge de Clermont-Ferrand de 2008. El 2009, va guanyar el Concurs Werner Herzog Shooting People.
El 2010, va dirigir l’episodi de First Cut per Channel 4; "Who Do You Think You Were?" on va explorar el fenomen de la regressió a la vida passada.
El 19 de desembre de 2010, Grylls va aparèixer en un article de The Observer com un dels 'directors innovadors atrevits' fent curtmetratges per a la xarxa.
El 2012, Pinny Grylls va fer The Hour per The National Theatre, i el 2014 Becoming Zerlina per The Royal Opera House. El 2015, va fer Thank you Women per The Guardian. El 2021, va fer Skin Hunger pel Theatre Company Dante or Die.
És la directora de Hear My Voice, un llargmetratge. També compta amb el suport de la Future Foundation for London.
El 2014, Grylls va escriure The Very Best Sheepdog, il·lustrat per Rosie Wellesley i publicat per Pavilion Books..
El 2024, Grylls va codirigir Grand Theft Hamlet amb Sam Crane. La pel·lícula tracta sobre la posada en escena d'una producció de Hamlet dins de Grand Theft Auto Online durant un confinament per COVID-19 al Regne Unit l'any 2021. Fou estrenada al SXSW Film Festival de 2024, on va guanyar el premi del jurat a la millor pel·lícula documental.

## Vida personal
Grylls és de Hackney, East London, i va assistir a la Children's Film Unit i a la Westminster School. Va estudiar antropologia i arqueologia a l'Hertford College, a la Universitat d'Oxford. És filla de l'artista britànic Vaughan Grylls i de la dissenyadora de teatre Gillian Daniell, i fillastra de l'editora Polly Powell. Està casada amb l'actor Sam Crane i tenen un fill i una filla. És un 30% sorda.